# Hubbard (Iowa)
Hubbard est une ville du comté de Hardin, en Iowa, aux États-Unis. Elle est fondée en 1880, lorsque le chemin de fer est construit dans la région. Elle porte le nom du juge Nathaniel M. Hubbard, défenseur du chemin de fer.

## Source de la traduction
- (en) Cet article est partiellement ou en totalité issu de l’article de Wikipédia en anglais intitulé « Hubbard, Iowa » (voir la liste des auteurs).